# Faith (Stevie Wonder)
Faith è un singolo del cantautore statunitense Stevie Wonder, pubblicato il 4 novembre 2016.
Il singolo, tratto dalla colonna sonora del film Sing, ha visto la collaborazione della cantante statunitense Ariana Grande.

## Video musicale
Il videoclip mostra a scene alterne Ariana Grande passeggiare in giro per la città interagendo con i vari protagonisti del film Sing in versione animata tradizionale e senza colori e Stevie Wonder esibirsi in concerto suonando il pianoforte. Alla fine Ariana si unisce a lui insieme anche ai personaggi del film che assumono i loro colori e si trasformano nelle loro normali versioni animate in computer grafica.

## Tracce
Testi e musiche di Ryan Tedder, Benny Blanco e Francis Farewell Starlite.
Download digitale
1. Faith (feat. Ariana Grande) – 2:40

## Classifiche
| Classifica (2016-17) | Posizione massima |
| -------------------- | ----------------- |
| Belgio (Fiandre)     | 89                |
| Francia              | 102               |
| Italia               | 51                |
| Polonia              | 24                |